# Кубок мира по волейболу
Кубок мира — международный турнир по волейболу для мужских и женских сборных.

## История
Кубок мира был создан в 1965 году с целью заполнения паузы между олимпийскими турнирами и чемпионатами мира, проходящими раз в 4 года. Появление третьего международного соревнования оставляло только один год четырёхлетнего цикла без крупных волейбольных первенств.
В двух первых турнирах, состоявшихся в 1965 и 1969 годах, через год после Олимпиады, участвовали только мужские команды, с 1973 года разыгрывается Кубок мира для женских сборных. С 1977 года соревнования неизменно проходят в Японии.
Появление в начале 1990-х годов крупных коммерческих турниров — Мировой лиги и Гран-при — поставило под сомнение целесообразность проведения Кубка мира. С целью сохранения интереса к нему со стороны участников и зрителей, Международная федерация волейбола (FIVB) в 1991 году пошла на изменение формата соревнования — Кубок стал разыгрываться за год до Олимпийских игр, а его призёры получать гарантированные места в олимпийском турнире.
Эти изменения резко повысили статус Кубка мира. Возможность раннего обеспечения места в олимпийском турнире, избежав многоступенчатой и сложной процедуры континентальных отборов на Игры, стала побудительным мотивом для национальных федераций участвовать в Кубке мира.
Последний розыгрыш Кубка мира состоялся в 2019 году. В 2023 году вместо запланированного ранее Кубка мира в те же даты были проведены квалификационные олимпийские турниры для мужских и для женских команд. Каждый из турниров прошёл в 3-х странах/городах и в них приняло участие по 24 команды, разбитые на 3 группы каждый. Турнир среди мужских команд приняли Бразилия (Рио-де-Жанейро), Япония (Токио) и Китай (Сиань). Турнир среди женских команд приняли Китай (Нинбо), Япония (Токио) и Польша (Лодзь). По две лучшие команды из каждой из групп в каждом из турниров квалифицировались на Олимпийские игры 2024 года.

## Регламент
С 1991 года, когда Кубок мира стал проводиться в новом формате, в каждом из соревнований участвовали двенадцать команд, среди которых Япония как организатор турнира, чемпионы континентов (Европы, Азии, Африки, Северной и Южной Америки), четыре вице-чемпиона, занимающие наиболее высокие места в рейтинге FIVB, и обладатели wild card. В 2015 году сроки проведения Кубка мира были перенесены с конца осени на август—сентябрь, изменилась и система отбора на соревнования.
Розыгрыш Кубка мира проходит по обычной круговой системе — каждый играет с каждым, при этом две шестёрки команд по его ходу несколько раз переезжают в разные города Японии.
В 1991—2011 годах три лучшие команды Кубка квалифицировались на Олимпийские игры будущего года. В 2015 году команды боролись за две олимпийские путёвки, а в 2019 году олимпийские лицензии не разыгрывались. В 2023 году Кубок мира был заменён квалификационным олимпийским турниром для мужских и для женских команд.

## Мужские соревнования

### Призёры
| Год  | Место проведения | 1-е место | 2-е место  | 3-е место           |
| ---- | ---------------- | --------- | ---------- | ------------------- |
| 1965 | Польша           | СССР      | Польша     | Чехословакия        |
| 1969 | ГДР              | ГДР       | Япония     | СССР                |
| 1977 | Япония           | СССР      | Япония     | Куба                |
| 1981 | Япония           | СССР      | Куба       | Бразилия            |
| 1985 | Япония           | США       | СССР       | Чехословакия        |
| 1989 | Япония           | Куба      | Италия     | СССР                |
| 1991 | Япония           | СССР      | Куба       | США                 |
| 1995 | Япония           | Италия    | Нидерланды | Бразилия            |
| 1999 | Япония           | Россия    | Куба       | Италия              |
| 2003 | Япония           | Бразилия  | Италия     | Сербия и Черногория |
| 2007 | Япония           | Бразилия  | Россия     | Болгария            |
| 2011 | Япония           | Россия    | Польша     | Бразилия            |
| 2015 | Япония           | США       | Италия     | Польша              |
| 2019 | Япония           | Бразилия  | Польша     | США                 |

### Таблица медалей
| Сборная             | Золото | Серебро | Бронза | Всего |
| СССР Россия         | 4 2    | 1       | 2 0    | 7 3   |
| Бразилия            | 3      | 0       | 3      | 6     |
| США                 | 2      | 0       | 2      | 4     |
| Куба                | 1      | 3       | 1      | 5     |
| Италия              | 1      | 3       | 1      | 5     |
| ГДР                 | 1      | 0       | 0      | 1     |
| Польша              | 0      | 3       | 1      | 4     |
| Япония              | 0      | 2       | 0      | 2     |
| Нидерланды          | 0      | 1       | 0      | 1     |
| Чехословакия        | 0      | 0       | 2      | 2     |
| Болгария            | 0      | 0       | 1      | 1     |
| Сербия и Черногория | 0      | 0       | 1      | 1     |

## Женские соревнования

### Призёры
| Год  | Место проведения | 1-е место | 2-е место | 3-е место        |
| ---- | ---------------- | --------- | --------- | ---------------- |
| 1973 | Уругвай          | СССР      | Япония    | Республика Корея |
| 1977 | Япония           | Япония    | Куба      | Республика Корея |
| 1981 | Япония           | Китай     | Япония    | СССР             |
| 1985 | Япония           | Китай     | Куба      | СССР             |
| 1989 | Япония           | Куба      | СССР      | Китай            |
| 1991 | Япония           | Куба      | Китай     | СССР             |
| 1995 | Япония           | Куба      | Бразилия  | Китай            |
| 1999 | Япония           | Куба      | Россия    | Бразилия         |
| 2003 | Япония           | Китай     | Бразилия  | США              |
| 2007 | Япония           | Италия    | Бразилия  | США              |
| 2011 | Япония           | Италия    | США       | Китай            |
| 2015 | Япония           | Китай     | Сербия    | США              |
| 2019 | Япония           | Китай     | США       | Россия           |

### Таблица медалей
| Сборная          | Золото | Серебро | Бронза | Всего |
| Китай            | 5      | 1       | 3      | 9     |
| Куба             | 4      | 2       | 0      | 6     |
| Италия           | 2      | 0       | 0      | 2     |
| Япония           | 1      | 2       | 0      | 3     |
| СССР Россия      | 1 0    | 1       | 3 1    | 5 2   |
| Бразилия         | 0      | 3       | 1      | 4     |
| США              | 0      | 2       | 3      | 5     |
| Сербия           | 0      | 1       | 0      | 1     |
| Республика Корея | 0      | 0       | 2      | 2     |

## MVP
| Мужчины - 1965, 1969 — приз не присуждался - 1977 — Томаш Вуйтович - 1981 — Вячеслав Зайцев - 1985 — Карч Кирай - 1989 — Карч Кирай - 1991 — Дмитрий Фомин - 1995 — Андреа Джани - 1999 — Роман Яковлев - 2003 — Такахиро Ямамото - 2007 — Жиба - 2011 — Максим Михайлов - 2015 — Мэттью Андерсон - 2019 — Алан | Женщины - 1973 — Чо Хе Чжон - 1977 — Такако Сираи - 1981 — Сунь Цзиньфан - 1985 — Лан Пин - 1989 — Мирея Луис - 1991 — Карен Кемнер - 1995 — Мирея Луис - 1999 — Таисмари Агуэро - 2003 — Малгожата Глинка - 2007 — Симона Джоли - 2011 — Каролина Костагранде - 2015 — Чжу Тин - 2019 — Чжу Тин |